# Gilmar Rinaldi
Gilmar Rinaldi (Río Grande del Sur, Brasil; 13 de enero de 1959) es un exfutbolista brasileño que se desempeñaba como guardameta. El 17 de julio de 2014 fue designado como coordinador general de la Selección de Fútbol de su país.

## Clubes
| Club             | País   | Año       |
| ---------------- | ------ | --------- |
| SC Internacional | Brasil | 1978-1985 |
| São Paulo FC     | Brasil | 1986-1990 |
| Flamengo         | Brasil | 1991-1994 |
| Cerezo Osaka     | Japón  | 1995-1997 |

## Participaciones en Juegos Olímpicos
| Olimpiadas               | Sede        | Resultado  |
| ------------------------ | ----------- | ---------- |
| Juegos Olímpicos de 1984 | Los Ángeles | Subcampeón |

## Participaciones en Copas del Mundo
| Mundial              | Sede           | Resultado |
| -------------------- | -------------- | --------- |
| Copa Mundial de 1994 | Estados Unidos | Campeón   |

## Palmarés

### Torneos regionales
| Título                       | Club             | Sede              | Año  |
| ---------------------------- | ---------------- | ----------------- | ---- |
| Campeonato Gaúcho            | SC Internacional | Rio Grande do Sul | 1978 |
| Campeonato Gaúcho            | SC Internacional | Rio Grande do Sul | 1981 |
| Campeonato Gaúcho            | SC Internacional | Rio Grande do Sul | 1982 |
| Campeonato Gaúcho            | SC Internacional | Rio Grande do Sul | 1983 |
| Campeonato Gaúcho            | SC Internacional | Rio Grande do Sul | 1984 |
| Campeonato Paulista          | São Paulo        | São Paulo         | 1985 |
| Copa de Campeones Estaduales | São Paulo        | Brasil            | 1985 |
| Campeonato Paulista          | São Paulo        | São Paulo         | 1987 |
| Copa de Campeones Estaduales | São Paulo        | Brasil            | 1987 |
| Campeonato Paulista          | São Paulo        | São Paulo         | 1989 |
| Campeonato Carioca           | CR Flamengo      | Río de Janeiro    | 1991 |

### Torneos nacionales
| Título              | Club             | Sede   | Año  |
| ------------------- | ---------------- | ------ | ---- |
| Brasileirao-Serie A | SC Internacional | Brasil | 1979 |
| Brasileirao-Serie A | São Paulo        | Brasil | 1986 |
| Brasileirao-Serie A | CR Flamengo      | Brasil | 1992 |

### Torneos internacionales
| Título                    | Selección                  | Sede           | Año  |
| ------------------------- | -------------------------- | -------------- | ---- |
| Juegos Olímpicos          | Selección sub-23 de Brasil | Los Ángeles    | 1984 |
| Copa del Mundo de la FIFA | Selección de Brasil        | Estados Unidos | 1994 |